# Museo archeologico nazionale di Formia
Il Museo archeologico nazionale di Formia è un sito museale situato nella città di Formia, al piano terra dell'ala meridionale del Palazzo Municipale negli ottocenteschi ambienti conosciuti come “Stalloni dei Borbone”.
Dal dicembre 2014 il Ministero per i beni e le attività culturali lo gestisce tramite il Polo museale del Lazio, nel dicembre 2019 divenuto Direzione regionale Musei.

## Storia
Istituito nel 1968, è stato ampliato e allestito negli attuali locali nel 1997. La collezione, costituita perlopiù da reperti scultorei, molti dei quali rinvenuti nell’area monumentale del Foro e nel territorio circostante, è stata ampliata con nuovi reperti rinvenuti nella villa marittima di Gianola.

## Percorso espositivo

### Ingresso - Atrio

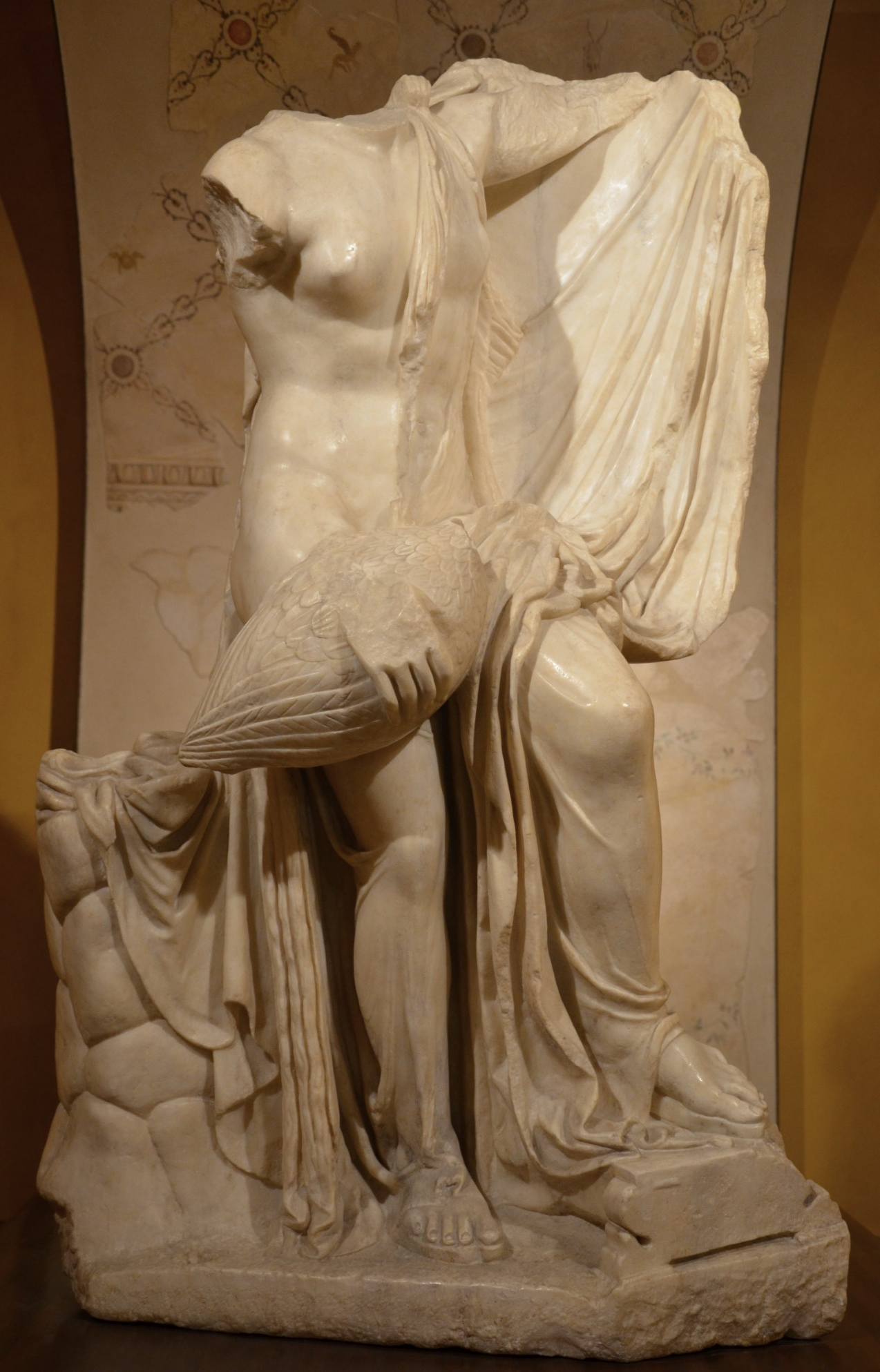
Gruppo di Leda e il cigno (I secolo d.C.)

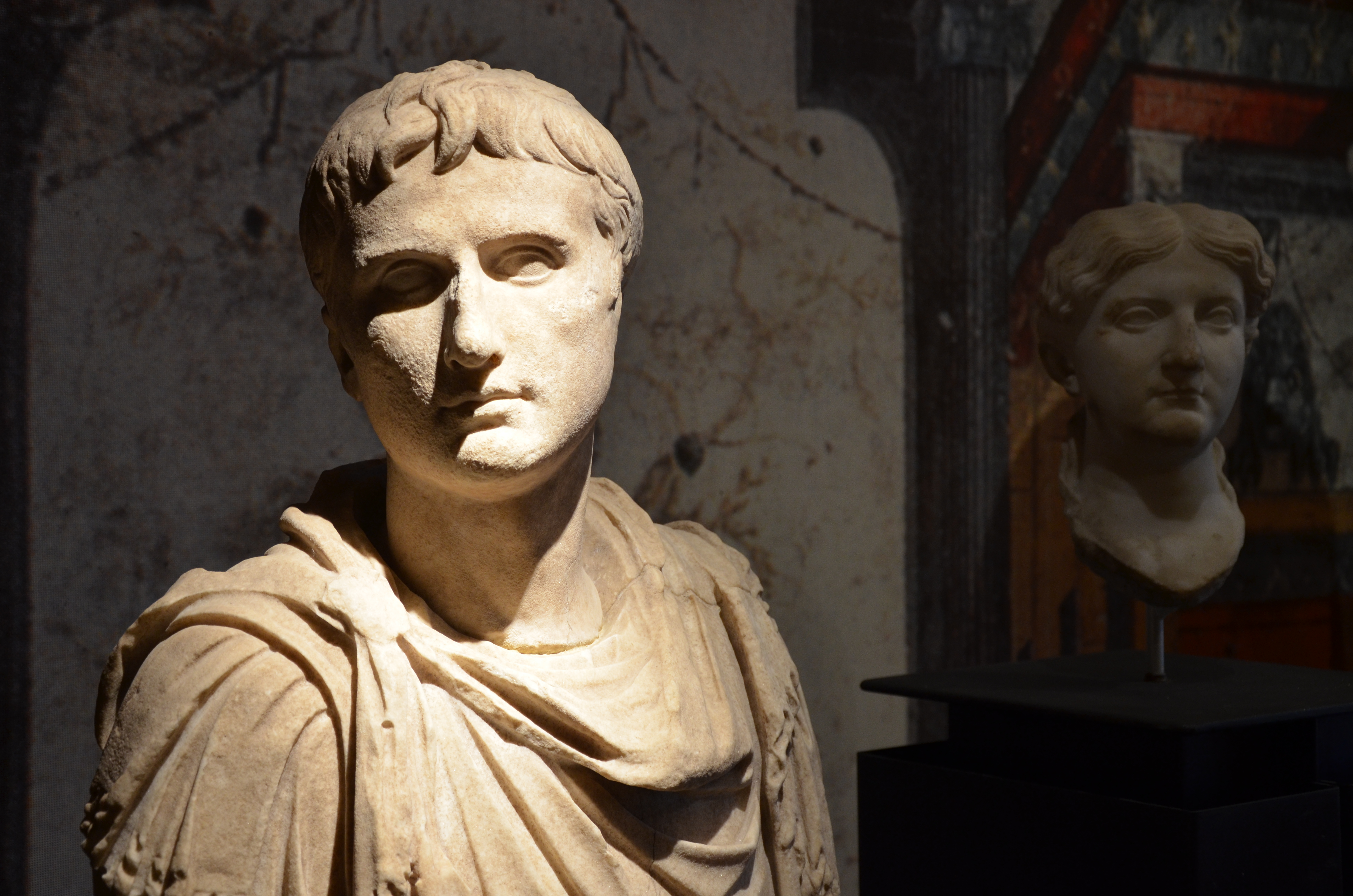
Augusto e Livia

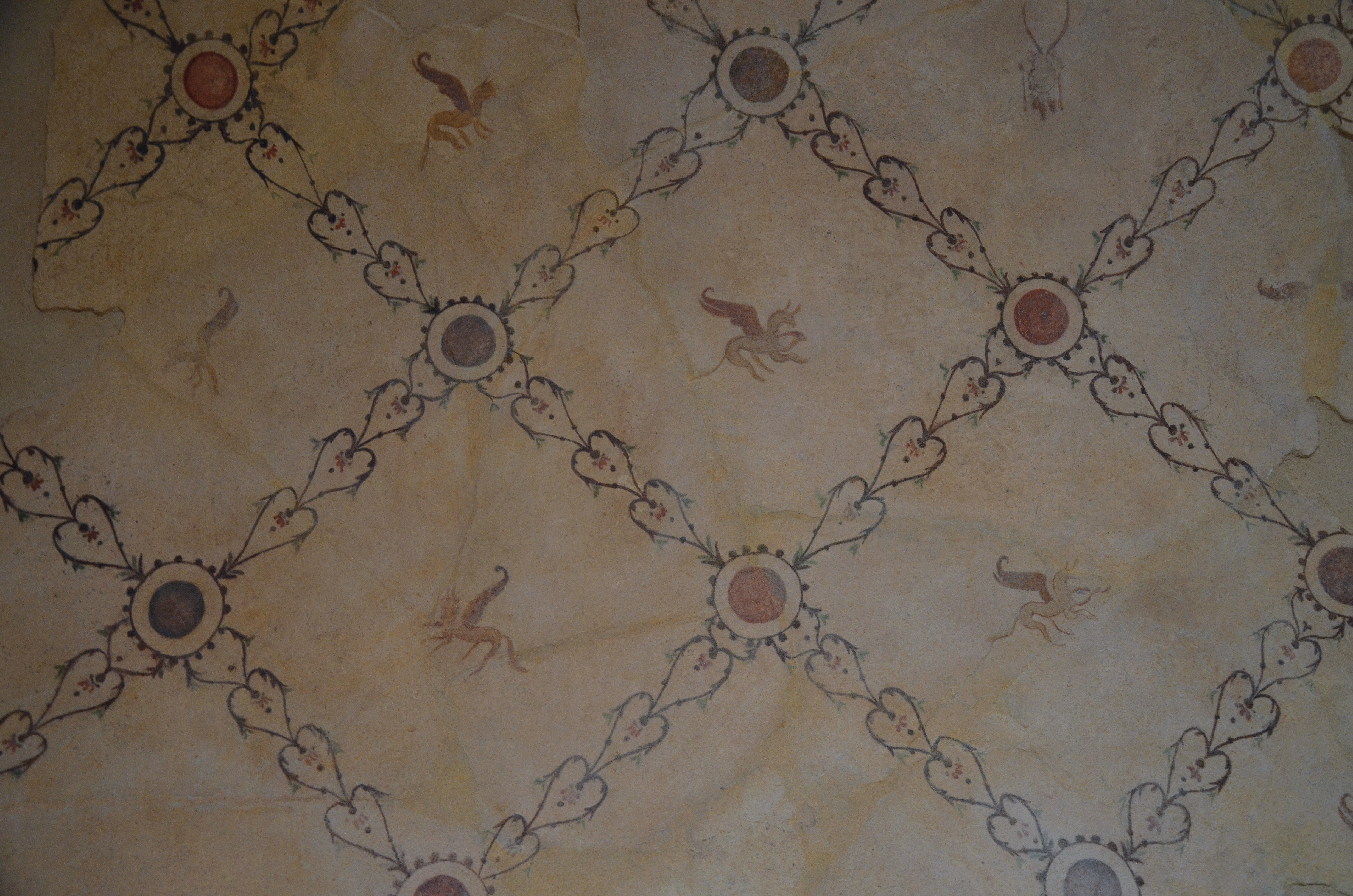
Resti di affreschi

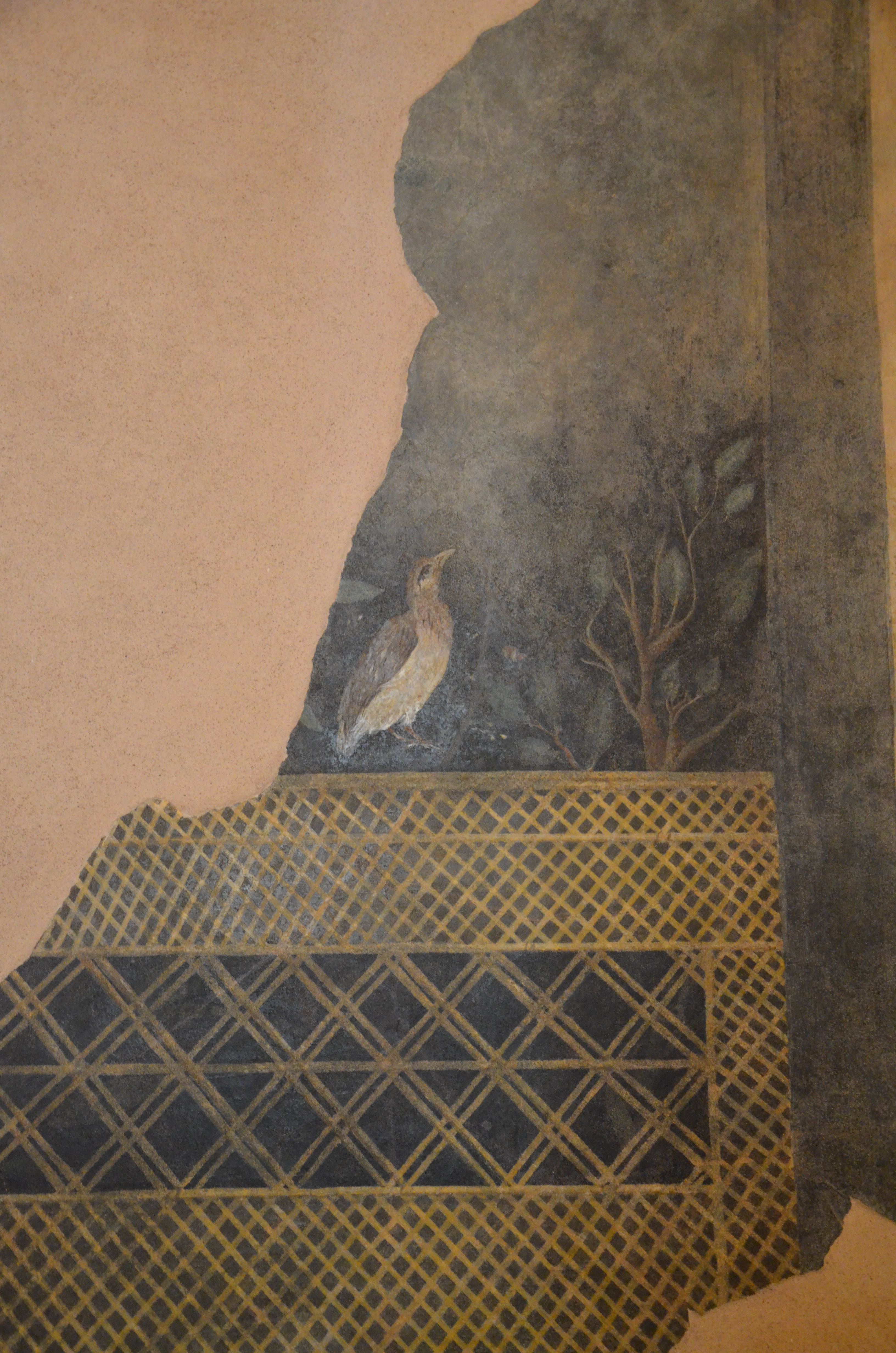
Resti di affreschi

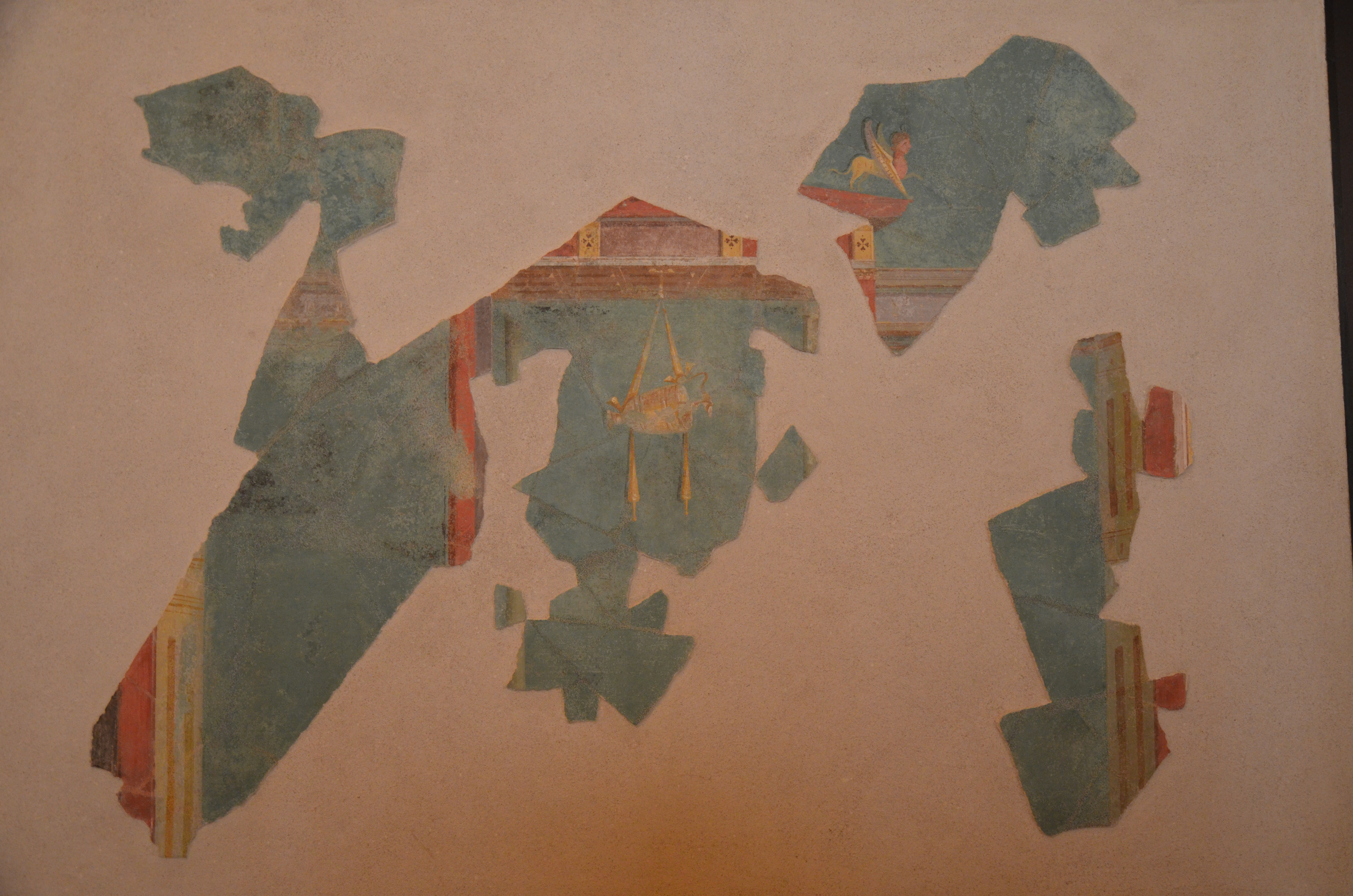
Resti di affreschi

Il percorso di visita inizia nell'atrio di ingresso dove un pannello mostra un’ipotesi ricostruttiva di Formiae in età imperiale. È presente, inoltre, una selezione di anfore, provenienti da recuperi sia terrestri che subacquei, la maggior parte delle quali appartiene al tipo Dressel 1, che tra il II e il I secolo a.C. costituivano il recipiente più utilizzato per il trasporto del vino dell’Italia centro-meridionale in tutto il bacino del Mediterraneo.

### I sala
In questa sala reperti formiani documentano generi diversi in voga nella ritrattistica romana di prima età imperiale (fine I secolo a.C.- I secolo d.C.). Il primo, ispirato a originali della statuaria greca creati da maestri del V e IV secolo a.C., soprattutto Policleto, è caratterizzato da figure nude maschili sulle quali si pongono teste-ritratto fortemente individuali. Due varianti contraddistinguano questo genere, una caratterizzata dal corpo atletico appena coperto da un mantello, clamide, posato sulla spalla e avvolto intorno al braccio; l’altra, di cui due esempi sono visibili nella sala successiva, presenta sempre il corpo nudo, avvolto nella parte inferiore da un ampio mantello che sale a raccogliersi sul braccio proteso. La scultura che conserva ancora la testa ricorda nei tratti del volto alcune immagini ufficiali della famiglia augustea e in particolare, secondo alcuni studiosi, Gaio Cesare (Coarelli), nipote ed erede designato da Augusto prematuramente scomparso nel 4 d.C.
Sono inoltre presenti cinque ritratti maschili provenienti dalla villa marittima di Gianola. Due di essi hanno somiglianze nel largo naso adunco e nel taglio della bocca, e sono databili poco oltre la metà del III secolo d.C. Un quarto ritratto riproduce il tipo del “filosofo” con lunga barba e sguardo pensoso; è il più recente del gruppo e si data agli inizi del IV secolo d.C. Il più antico presenta somiglianze con le immagini giovanili dell’imperatore Commodo, con folta chioma a riccioli, baffi sottili e barba leggera che ricopre guance e mento.

### II sala
Seguono le due statue in nudità eroica con mantello che cinge i fianchi e sculture appartenenti al genere del togato di carattere più fortemente romano espressione di dignitas e del possesso dei pieni diritti del civis. Due sculture in atteggiamento di “sacrificante” hanno la figura interamente avvolta nella toga e presentano un lembo riportato fin sul capo (capite velato). Sono presenti tracce di pitture sulle toghe e gli occhi con le pupille e le ciglia dipinte in bruno. Queste tracce di colore sono una testimonianza di come le statue anticamente erano completate nei dettagli attraverso l’uso della pittura. Inoltre il colore rosso della toga e l’anello all’anulare sinistro indicano l’alto rango del personaggio raffigurato, forse un magistrato locale. Tale iconografia, adatta a sottolineare la pietas e la moralità del soggetto, mostra il clima di sobrietà e di rinnovamento dei costumi voluto da Augusto che in questa posa si fa ritrarre come Pontefice Massimo come nella famosa statua rinvenuta in via Labicana. Questo modello viene largamente adottata da imperatori, magistrati e comuni cittadini come testimoniato anche a Formia.

### III sala
Nella terza sala esempi di statuaria femminile mostrano influssi di modelli classici. Tra questi, due esemplari del tipo detto della “Piccola Ercolanese”, chiamato così dall’esemplare più famoso rinvenuto nel teatro di Ercolano, che si ispira a un originale greco del IV secolo a.C. usato per rappresentazioni di giovani nubili. Indossano un’ampia e lunga tunica, di tessuto sottile, fittamente pieghettata e, sopra un mantello che fascia strettamente la figura, il braccio destro è nascosto nel panneggio emerge solo la mano che poggia delicatamente un lembo del mantello sulla spalla opposta. Ai piedi sandali (solae). Tra i reperti di questa sala un aristocratico ritratto di donna matura dall’elaborata acconciatura, forse l’imperatrice Livia. Come di consueto la testa era scolpita a parte e poi inserita nell’incavo. Per questa ragione la base del ritratto è tagliata a cuneo per poi essere inserita in un busto o in una statua.

### Galleria interna
Nella galleria interna il gruppo di Leda e il cigno è posto davanti a una porzione di affresco in quarto stile, entrambi provenienti dai criptoportici di Piazza della Vittoria. Copia di un originale greco del 370-360 a.C. attribuito a Timotheos, la scultura riproduce il mito dell’amore tra Leda e Zeus nelle sembianze di un cigno, datata al I secolo d.C. e mostra la giovane regina, oggi priva della testa, su una roccia, in posizione semiseduta, che accoglie il volatile in grembo in atto di protezione. Segue un affresco con soggetto di giardino; tra la fitta vegetazione si scorge un volatile, forse una quaglia. L’affresco, che si ispira alla decorazione della villa suburbana di Livia detta ad Gallina Albas, è datato al I secolo d.C. e proveniente dall’edificio identificato probabilmente con la basilica del Foro. La collezione dispone di un'erma bifronte raffigurante Apollo; i due volti dall’aria solenne, identici, sottolineano l’ambiguità tipica della personalità del dio.

### Galleria esterna
Nella galleria esterna sono riuniti reperti riferibili alla sfera funeraria, come sculture femminili e maschili e due are funerarie dedicate a due donne Iulia Faustilla e Victorina, ed elementi architettonici, soprattutto capitelli, appartenenti a contesti pubblici e privati.